# پاولا میهان
پاولا میهان (انگلیسی: Paula Meehan؛ زادهٔ ۱ ژانویهٔ ۱۹۵۵) شاعر، نمایشنامه‌نویس، و نویسنده اهل جمهوری ایرلند است.